# Pin Up Candy
Pin Up Candy, czyli Katarzyna Kraszewska (ur. 3 listopada 1982 w Łodzi) – polska wykonawczyni burleski, uznawana za prekursorkę tego stylu w Polsce. Jako pierwsza Polka występowała na festiwalach w Berlinie, Paryżu i Wiedniu. Została okrzyknięta przez polskie media „Królową Burleski”. Współzałożycielka zespołu Betty Q and Crew, z którym współpracowała w latach 2010–2012. Miss Burlesque Russia 2016.

## Życiorys

### Edukacja
Ukończyła studia magisterskie na kierunku nauki polityczne na Uniwersytecie Warszawskim ze specjalizacją dyplomacja oraz studia licencjackie na kierunku stosunki międzynarodowe na Wyższej szkole studiów międzynarodowych w Łodzi. W okresie studiów uczyła się m.in. na Universita degli Studi di Trieste (2005–2006).

### Kariera
Uczestniczyła w programie Mam talent!, w którym doszła do półfinału. W 2015 wystąpiła u boku polskich gwiazd estrady podczas koncertu sylwestrowego organizowanego przez TVN w Krakowie. Występowała także w programach, takich jak m.in. Ugotowani, Dzień dobry TVN, Pytanie na śniadanie, Rozmowy w toku, Kawa czy herbata? oraz Dobrenocki. Występowała na festiwalach: Polish Boogie Festiwal, Konwentach tatuażu (Wrocław, Gdańsk, Warszawa). Występowała także razem z Conchitą Wurst.
Jest organizatorką wydarzeń związanych z burleską, m.in.: Burlesque Nights, Rewia Burleski, Imperium Burleski, Dark Gospel Burlesque Show. Producentka Slavic Burlesque Festival, pierwszego festiwalu burleski w Polsce z formułą konkursową. Regularne daje pokazy burleski w Warszawie oraz innych miastach. Jest założycielką pierwszej w Polsce szkoły burleski Warsaw Burlesque School, działającej przy Buduarze Candy's Boudoir w Warszawie.
Artykuły o niej bądź jej autorstwa, propagujące burleskę, publikowane były na łamach magazynów, takich jak m.in.: „Maxim”, „Wysokie Obcasy”, „Glamour”, „Przekrój”, „Super Express”, „Fakt”. Od 2010 prowadzi bloga o burlesce i stylu pin-up, na którym promuje modę retro oraz naturalną kobiecość. Jest uważana za ekspertkę w dziedzinie strojów retro, prowadzi na terenie Polski warsztaty stylizacji.

## Uczestnictwo na Festiwalach Burleski (wybrane)
- Fish and Whiphs Burlesque Festiwal, Berlin (2012)[26]
- Paris Burlesque Fetsiwal (2012, 2013)[27]
- Velvet Burlesque Sheffield (2015)[28]
- Vienna Boylesque Festiwal (2014)[29]
- Miss Burlesque Russia, (2016) – zdobywczyni korony klasycznej burleski[30]
- Tel Aviv Burlesque Festival (2016)[31][32]
- Antwerp Burlesque Festiwal (2017)[33][34]